# Montreuil-le-Chétif
Montreuil-le-Chétif és un municipi francès situat al departament del Sarthe i a la regió de País del Loira. L'any 2007 tenia 307 habitants.

## Demografia

### Població
El 2007 la població de fet de Montreuil-le-Chétif era de 307 persones. Hi havia 124 famílies de les quals 32 eren unipersonals (20 homes vivint sols i 12 dones vivint soles), 40 parelles sense fills, 48 parelles amb fills i 4 famílies monoparentals amb fills.
La població ha evolucionat segons el següent gràfic:
Habitants censats

### Habitatges
El 2007 hi havia 185 habitatges, 124 eren l'habitatge principal de la família, 33 eren segones residències i 28 estaven desocupats. 181 eren cases i 3 eren apartaments. Dels 124 habitatges principals, 102 estaven ocupats pels seus propietaris, 19 estaven llogats i ocupats pels llogaters i 3 estaven cedits a títol gratuït; 8 tenien dues cambres, 25 en tenien tres, 35 en tenien quatre i 56 en tenien cinc o més. 94 habitatges disposaven pel capbaix d'una plaça de pàrquing. A 59 habitatges hi havia un automòbil i a 48 n'hi havia dos o més.

### Piràmide de població
La piràmide de població per edats i sexe el 2009 era:
| Homes | Edats   | Dones |
| ----- | ------- | ----- |
| 0     | 95 o +  | 0     |
| 0     | 90 a 94 | 0     |
| 0     | 85 a 89 | 0     |
| 0     | 80 a 84 | 0     |
| 0     | 75 a 79 | 12    |
| 8     | 70 a 74 | 8     |
| 20    | 65 a 69 | 20    |
| 16    | 60 a 64 | 12    |
| 8     | 55 a 59 | 4     |
| 8     | 50 a 54 | 8     |
| 4     | 45 a 49 | 4     |
| 8     | 40 a 44 | 8     |
| 8     | 35 a 39 | 8     |
| 8     | 30 a 34 | 8     |
| 24    | 25 a 29 | 12    |
| 8     | 20 a 24 | 4     |
| 8     | 15 a 19 | 4     |
| 16    | 10 a 14 | 8     |
| 4     | 5 a 9   | 4     |
| 8     | 0 a 4   | 8     |

## Economia
El 2007 la població en edat de treballar era de 187 persones, 144 eren actives i 43 eren inactives. De les 144 persones actives 133 estaven ocupades (81 homes i 52 dones) i 11 estaven aturades (5 homes i 6 dones). De les 43 persones inactives 15 estaven jubilades, 14 estaven estudiant i 14 estaven classificades com a «altres inactius».

### Ingressos
El 2009 a Montreuil-le-Chétif hi havia 123 unitats fiscals que integraven 307 persones, la mediana anual d'ingressos fiscals per persona era de 13.878 €.

### Activitats econòmiques
Dels 13 establiments que hi havia el 2007, 1 era d'una empresa extractiva, 3 d'empreses de construcció, 4 d'empreses de comerç i reparació d'automòbils, 1 d'una empresa d'hostatgeria i restauració, 3 d'empreses immobiliàries i 1 d'una entitat de l'administració pública.
Dels 5 establiments de servei als particulars que hi havia el 2009, 2 eren tallers de reparació d'automòbils i de material agrícola, 1 paleta, 1 fusteria i 1 restaurant.
L'únic establiment comercial que hi havia el 2009 era una botiga de menys de 120 m².
L'any 2000 a Montreuil-le-Chétif hi havia 17 explotacions agrícoles que ocupaven un total de 1.012 hectàrees.

## Poblacions més properes
El següent diagrama mostra les poblacions més properes.